# Magnetoidrodinâmica
A magnetoidrodinâmica ou magneto-hidrodinâmica (MHD) é uma disciplina científica que estuda a evolução do campo magnético e do movimento de fluidos condutores, tais como os plasmas, metais liquefeitos ou soluções iônicas. O estudo da MHD teve início com Hannes Alfvén, que utilizou o termo pela primeira vez em 1942, trabalho pelo qual foi agraciado com o prêmio Nobel de física de 1970.
A ideia chave da MHD é que campos magnéticos podem induzir correntes em um fluido condutor, que criam aquecimento e movimento no fluido e tais fenômenos alteram o campo magnético novamente. A MHD é essencialmente uma teoria da mecânica do contínuo, ou seja, trata de um fluido contínuo e não com partículas discretas.

## As equações da magneto-hidrodinâmica
A teoria da MHD une as equações da mecânica dos fluidos com as equações de Maxwell:
{\displaystyle {\frac {\partial \rho }{\partial t}}+\nabla \cdot (\rho \mathbf {v} )=0\,}
{\displaystyle \rho {\frac {\mathrm {d} \mathbf {v} }{\mathrm {d} t}}=\mathbf {J} \times \mathbf {B} -\nabla p\,}
{\displaystyle {\frac {\partial \mathbf {B} }{\partial t}}=\nabla \times (\mathbf {v} \times \mathbf {B} )\,}
{\displaystyle \nabla \times \mathbf {B} =\mu _{0}\mathbf {J} \,}
{\displaystyle \nabla \cdot \mathbf {B} =0\,}